# Patricia Demilly
Pour les articles homonymes, voir Demilly.
Patricia Demilly (née Marchand le 27 décembre 1959 à Arnouville-lès-Gonesse) est une athlète française, spécialiste du demi-fond.

## Biographie
Elle s'illustre lors des championnats du monde de cross-country en remportant la médaille d'argent par équipes en 1987 et 1989, et la médaille de bronze par équipes en 1988.
Elle remporte deux titres de championne de France du 1 500 mètres, en 1987 et 1988.

### Palmarès
- 11 sélections en équipe de France A

Championnats de France Élite :
- 2 fois vainqueur du 1 500 m en 1987 et 1988.

### Records
| Épreuve | Performance  | Lieu   | Date |
| ------- | ------------ | ------ | ---- |
| 800 m   | 2 min 9 s 4  |        | 1981 |
| 1 500 m | 4 min 8 s 25 | Monaco | 1988 |